# Castilleja nubigena x fissifolia
Castilleja nubigena x fissifolia là loài thực vật có hoa thuộc họ Cỏ chổi. Loài này được mô tả khoa học đầu tiên.